# 腓特烈斯贝站
參數所指定的目標頁面不存在，建議更正成存在頁面或直接建立下列一個頁面（建立前請先搜尋是否有合適的存在頁面可以取代）：
- 弗里德里克斯堡站

腓特烈斯贝站（丹麥語：Frederiksberg Station）是哥本哈根地铁的一个地下车站，这个站名也曾被用于与现在的“腓特烈斯贝站”地址相近的一座现已关闭的火车站，位于丹麦腓特烈斯贝。靠近腓特烈斯贝购物中心、腓特烈斯贝高级文理中学、腓特烈斯贝中央图书馆、哥本哈根商学院索尔比约校区。现在是哥本哈根地铁1号线、哥本哈根地铁2号线、哥本哈根地铁3号线的换乘站。

## 历史

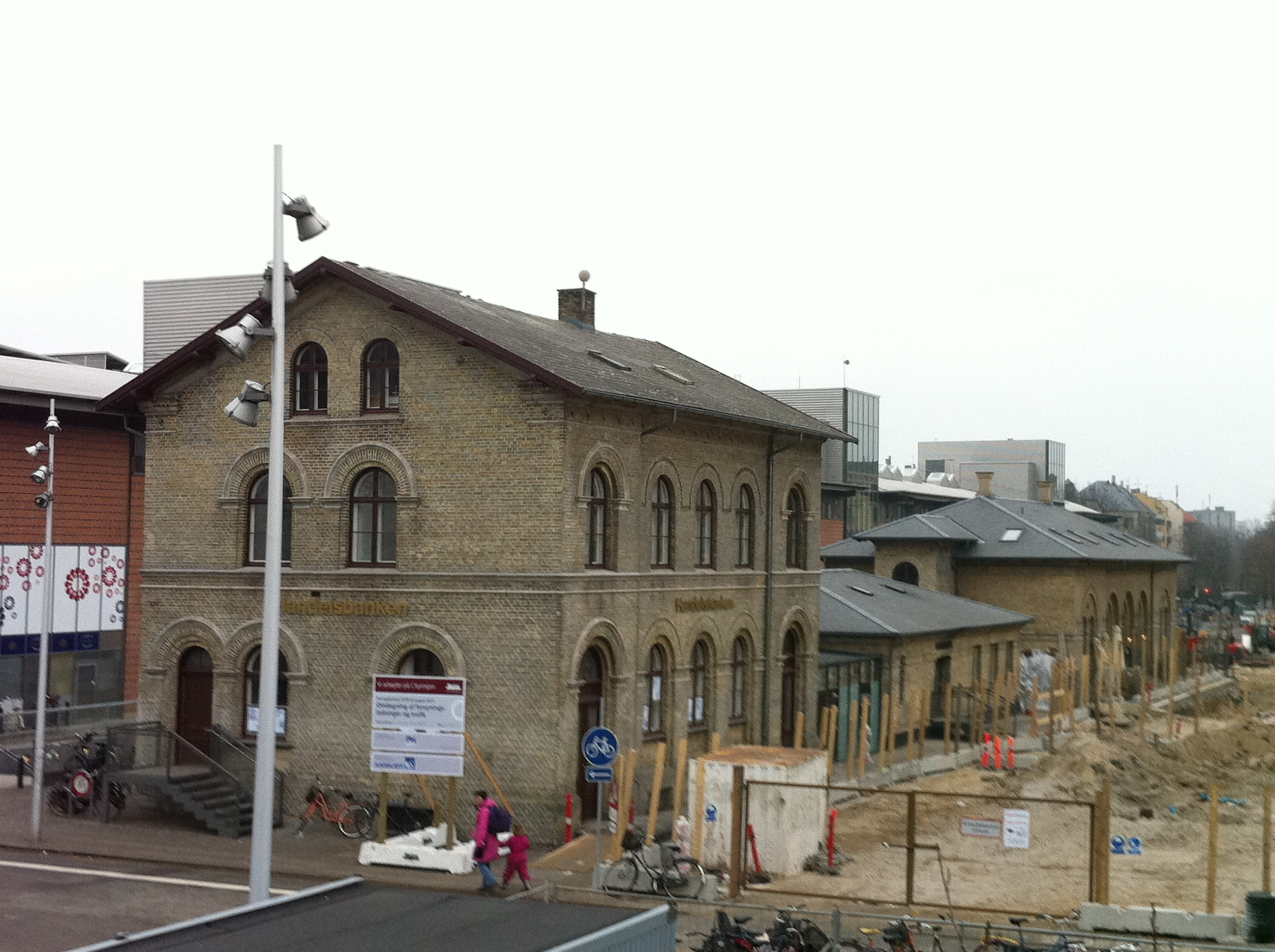
腓特烈斯贝站老站房

第一代站房于1864年10月17日启用，当时是“哥本哈根—罗斯基勒铁路”的一个中途站。当时的“哥本哈根—罗斯基勒铁路”在哥本哈根的终点站在卡普曼街一带，向西经维厄斯莱乌站（今丹斯霍伊站附近）、腓特烈斯贝站到达罗斯基勒站。 
1879年，连接腓特烈松站⟷腓特烈斯贝站（现终点站已改为哥本哈根火车总站）的支线铁路“腓特烈松铁路”通车并引入腓特烈斯贝站。 
1911年，现在的哥本哈根火车总站站房启用，干线铁路亦不再经过腓特烈斯贝站，这使得在1911年—1914年间腓特烈斯贝站没有旅客列车停靠。由于腓特烈斯贝居民的反对，1914年重新开始有旅客列车停靠腓特烈斯贝站，为每日往来腓特烈斯贝站⟷万勒瑟站之间的旅客列车，班次较少。 在此期间，本站铁路货运总量依然很大，直到哥本哈根火车总站取消货运为止。但所有由维厄斯莱乌至諾勒布羅的货运列车仍经过腓特烈斯贝站。
1930年哥本哈根环线铁路通车后，本站货运量也随之缩水。自维厄斯莱乌经由腓特烈斯贝站到达諾勒布羅的铁路关闭后，腓特烈斯贝站成为了一座尽头式车站，铁路仅能通往万勒瑟站。但腓特烈斯贝站仍是一座重要的货运火车站。

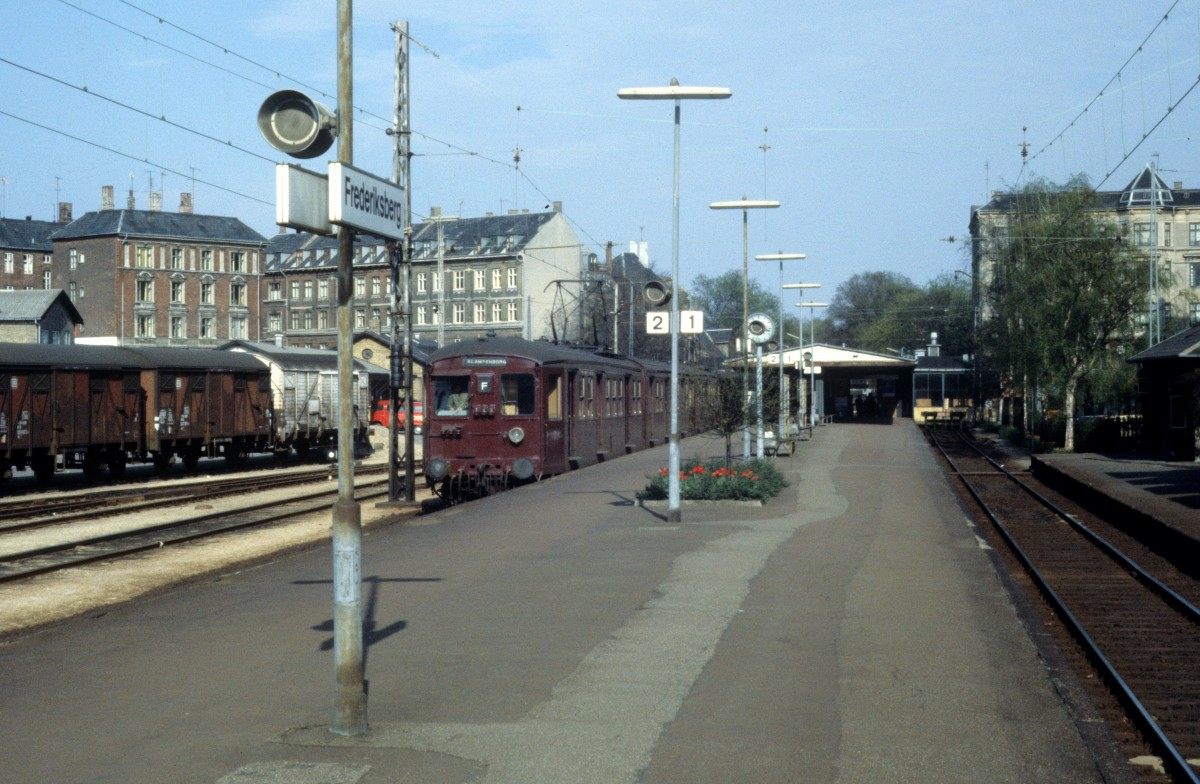
1978年时的腓特烈斯贝站。当时还是由丹麦国家铁路所属的地面车站。当时的哥本哈根市郊铁路F线列车便在本站停靠。

1934年，丹麦国家铁路依托哥本哈根及周边城市铁路网开办的哥本哈根市郊铁路首通。铁路腓特烈斯贝站⟷万勒瑟站段也为此升级为电气化铁路，并成为首段哥本哈根市郊铁路。腓特烈斯贝站也成为了哥本哈根市郊铁路的终点站。腓特烈斯贝站也为哥本哈根市郊铁路的引入而扩建了站房、股道和站台。
1934年至20世纪90年代间，腓特烈斯贝站变化不大。20世纪90年代，当时尚处于规划阶段的哥本哈根地铁计划将哥本哈根市郊铁路万勒瑟站⟷腓特烈斯贝站区间改为地铁。在此之前的10年间，本站的货运量大幅缩水。车站货场在20世纪90年代也被卖给了腓特烈斯贝购物中心。1995年前后，1934年扩建的部分也被拆除用于兴建腓特烈斯贝购物中心。哥本哈根市郊铁路站台也临时搬迁，直到1998年6月20日车站老站房完全关闭。2003年5月19日，由哥本哈根地铁所使用的地下站房启用。
腓特烈斯贝站1864年启用的第一代站房至今依然存在，在腓特烈斯贝购物中心与哥本哈根地铁建设工程中得以幸存，不过哥本哈根地铁隧道离第一代站房的地基很近。原先丹麦国家铁路所属的腓特烈斯贝站是地面车站，现在哥本哈根地铁所属的腓特烈斯贝站是地下车站。
丹麦国家铁路与哥本哈根地铁两者轨距虽均为1435毫米的标准轨，但哥本哈根地铁列车宽度、高度均比丹麦国家铁路列车要小，二者的电气化供电方式也不相同。这使得丹麦国家铁路列车无法驶入哥本哈根地铁线路内。哥本哈根地铁的电力动车组在驶入丹麦国家铁路所属的线路时会因为电气化供电方式不兼容而无法依靠自身动力行驶。哥本哈根地铁列车驶入丹麦国家铁路所属的车站时也会产生较大的站台缝隙。哥本哈根地铁与丹麦国家铁路在行政上属于两套独立的系统，在技术上也缺乏互通性。腓特烈斯贝站老站房，在原丹麦国家铁路所属的腓特烈斯贝站关闭后，仍被丹麦国家铁路用作火车票售票网点。

## 图片集

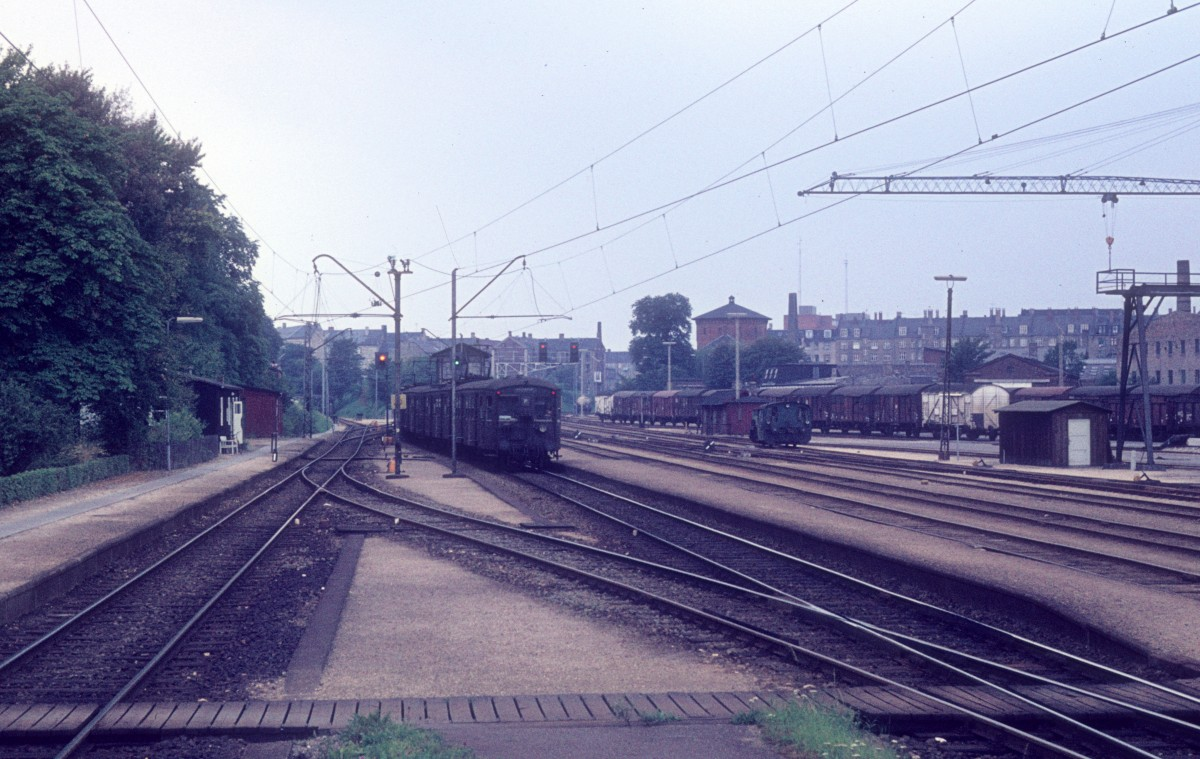
1975年8月时的腓特烈斯贝站站台
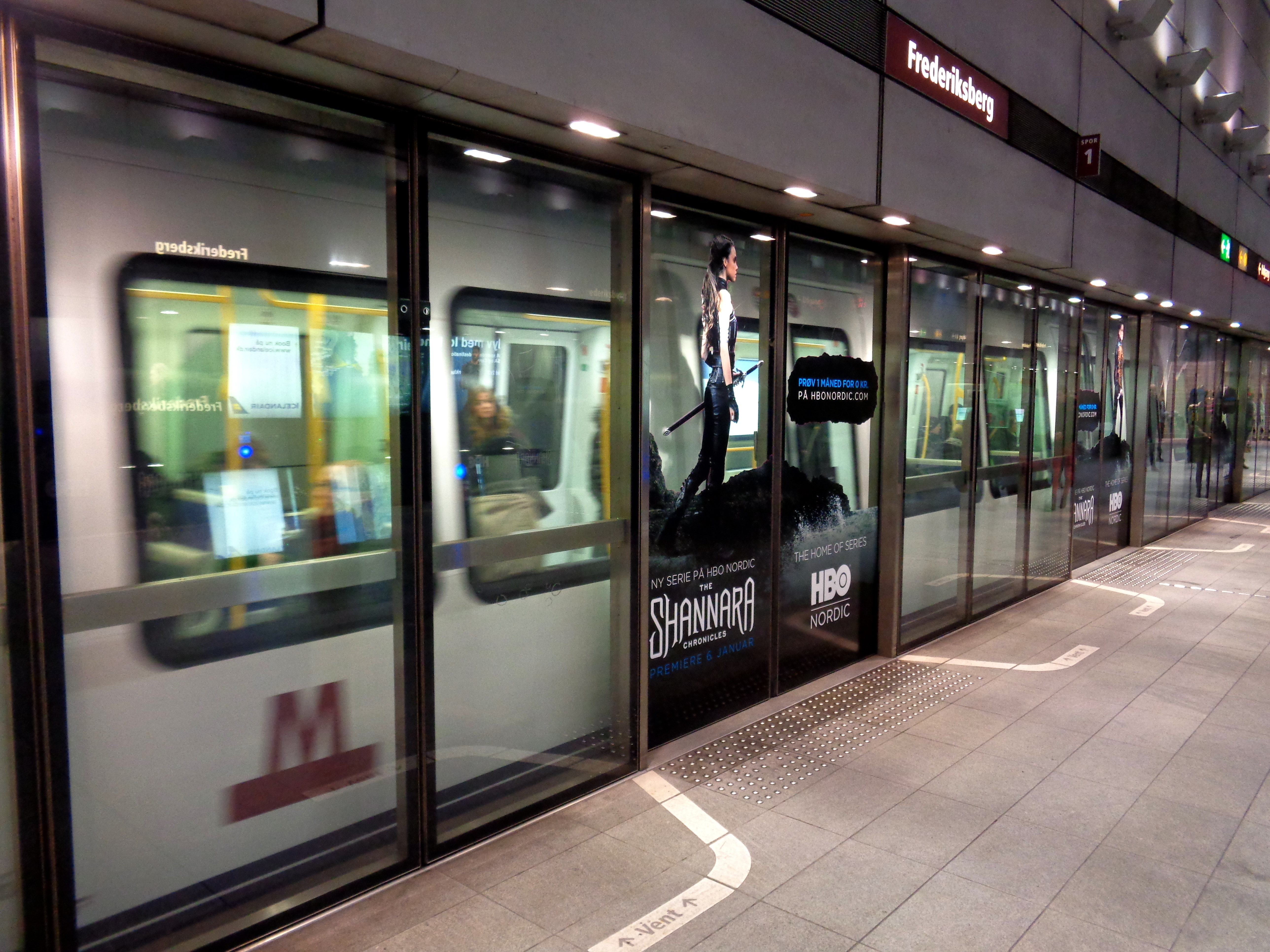
现在由哥本哈根地铁所属的腓特烈斯贝站站台
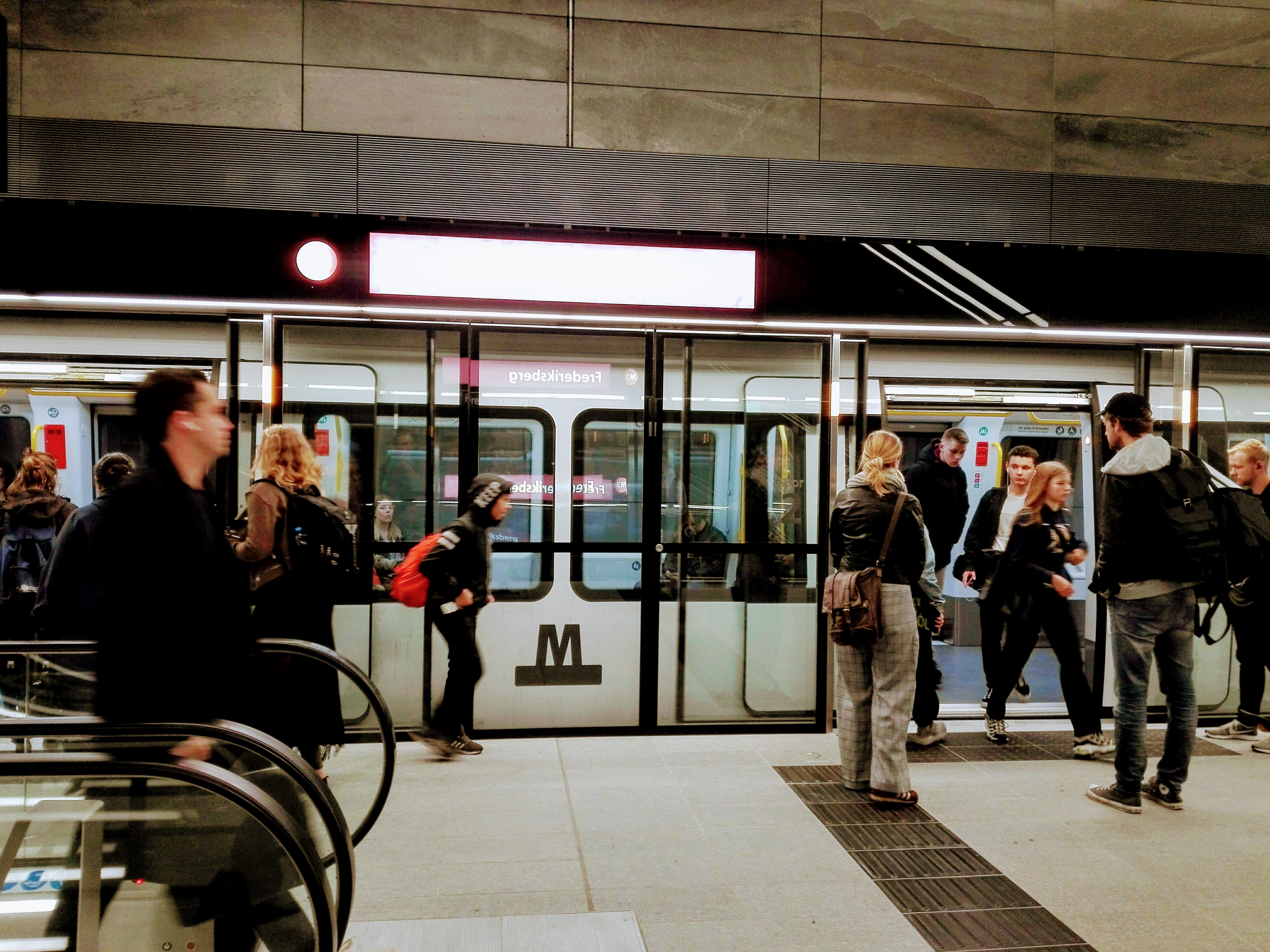
哥本哈根地铁3号线站台
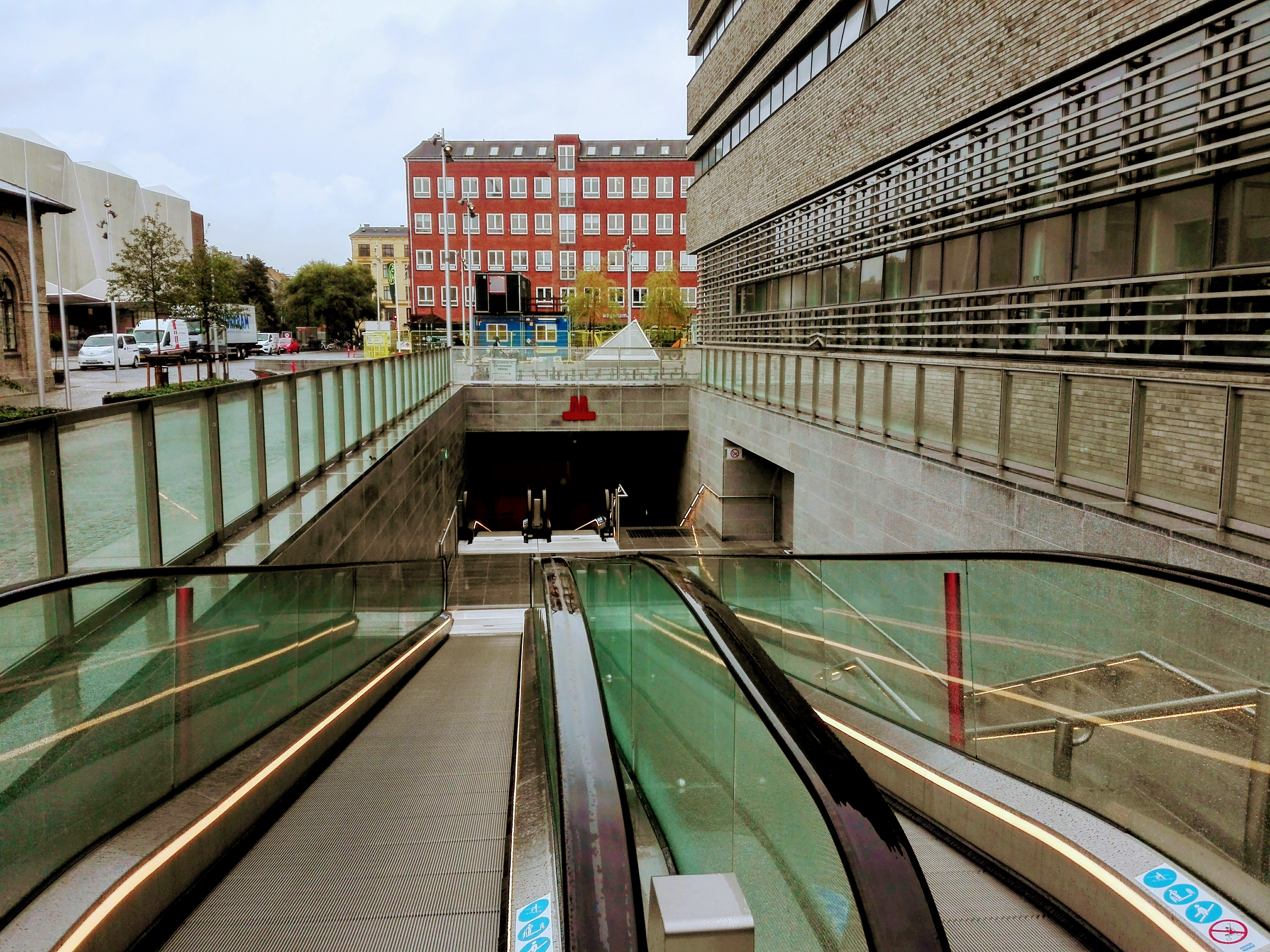
通往哥本哈根地铁3号线站台的入口，位于腓特烈斯贝高级文理中学附近

## 外部連結
- 哥本哈根地铁官网对腓特烈斯贝站的介绍（丹麦语）